# Caldera Yunaska
La Caldera Yunaska è posta nella parte orientale dell'Isola di Yunaska, nelle Aleutine.
Il rilievo è costituito da un esteso vulcano a scudo costituito da due caldere sovrapposte di cui non è nota l'età di formazione anche se la caldera più giovane non presenta particolare erosione dovuta ai ghiacci dell'ultima era glaciale facendo supporre dunque che si sia formata in epoca recente. La caldera più antica misura circa 10–13 km di diametro mentre quella più recente circa 3 km ed è caratterizzata dalla presenza, al suo interno, di un piccolo cono alto circa 500 m coronato da un proprio cratere sommitale.
Oltre ad aver avuto eruzioni all'interno della caldera, i suoi fianchi presentano fessure eruttive a circa 1 km di distanza dal suo bordo che hanno dato luogo a colate di lava tuttavia senza raggiungere il mare.